# ليون جنسن
ليون جنسن (بالألمانية: Leon Jensen)‏ (19 مايو 1997 ببرلين في ألمانيا - ) هو لاعب كرة قدم ألماني في مركز الوسط.

## وصلات خارجية
- ليون جنسن على موقع قاعدة بيانات كرة القدم.إي يو (الإنجليزية)
- ليون جنسن على موقع Soccerway.com (الإنجليزية)
- ليون جنسن على موقع عالم كرة القدم.نت (الإنجليزية)